# Aegis Defenders
Aegis Defenders là một game platforming và phòng thủ tháp 2D được phát triển bởi Guts Department. Trò chơi khởi nguồn là một dự án cho lớp Intermediate Games của USC và đã có một chiến dịch Kickstarter thành công vào năm 2014. Sau đó nó được nhà phát hành Humble Bundle chọn vào năm 2017 với sự hỗ trợ phát hành của Nhật Bản từ Kakehashi Games. Aegis Defenders được phát hành vào ngày 8 tháng 2 năm 2018, trên macOS, Microsoft Windows, PlayStation 4 và Nintendo Switch.

## Lối chơi
Trong Aegis Defenders, người chơi điều khiển một đội tối đa 4 nhân vật. Ngoài chạy, nhảy và tấn công, mỗi nhân vật có một khả năng phụ riêng và có thể chế tạo một vật phẩm độc nhất. Người chơi có thể sử dụng "hợp nhất chéo" để kết hợp các vật phẩm thành những thứ mạnh hơn. Mỗi màn chơi thường được chia thành các giai đoạn khám phá và phòng thủ tháp. Giai đoạn khám phá bao gồm platforming  và giải đố. Trong giai đoạn phòng thủ tháp, người chơi phải bảo vệ căn cứ của mình (một người hoặc vật quan trọng) khỏi những đợt địch thủ đang tiếp cận. Có 18 màn trong phần chơi chiến dịch cộng với 3 màn thưởng thêm có các nhân vật chéo từ các trò chơi Kickstarter khác bao gồm Shovel Knight, Lunais từ Timespinner, và Derpl Zork từ Awesomenauts.

## Cốt truyện
Aegis Defenders theo chân một cặp thợ săn báu vật mang tên Ruinhunters, gồm Bart và con gái lớn Clu của anh ta, khi họ khám phá ra một vũ khí mạnh mẽ được gọi là Aegis và bắt tay vào nhiệm vụ ngăn chặn nó rơi vào tay một đế chế ma quỷ. Trên đường đi, họ hợp lực với những người bạn đồng hành là cỗ máy không người lái Kobo, nhà sư Kaiim và tên cướp Zula.

## Phát triển và phát hành
Aegis Defenders có nguồn gốc là một dự án sinh viên của Bryce Kho và Lifu Lin trong lớp Intermediate Games của USC. Sau khi tốt nghiệp, Bryce bắt đầu gầy dựng studio độc lập Guts Department để phát triển dự án thành một tựa game hoàn chỉnh và khởi động một chiến dịch Kickstarter thành công vào năm 2014.
Trò chơi chủ yếu được phát triển bởi một nhóm 3 người với Bryce Kho là đạo diễn/biên kịch/họa sĩ /nhà thiết kế, em gái của anh ấy là Kristen Kho là kỹ sư và Max Palazzo là nhà sản xuất. Vợ của Bryce, Lai Xu, đồng viết kịch bản. Max Palazzo và Mike Effenberger đã hỗ trợ Bryce thiết kế và điều chỉnh các màn chơi trong game.
Guts Department hợp tác với Power Up Audio phần âm nhạc và hiệu ứng âm thanh. Soundtrack do Riley Koenig sáng tác. Nó bao gồm 14 bản nhạc gốc kết hợp các yếu tố đàn synth trường học cũ với âm nhạc dàn hợp xướng RPG truyền thống của Nhật Bản hơn.
Trò chơi đã được trình chiếu demo tại một số hội nghị bao gồm PAX West 2017 Indie Megabooth, Tokyo Game Show 2017, Gamescom 2017, Playstation Experience 2017, và SXSW 2018. Aegis Defenders được phát hành trên Nintendo Switch, PlayStation 4, Windows và macOS vào ngày 8 tháng 2 năm 2018.

## Đón nhận
Chris Carter của Destructoid cho biết "Aegis Defenders là một chuyến đi suôn sẻ, được cân nhắc kỹ lưỡng. Nghệ thuật ban đầu, sự quyến rũ và vũ trụ trong trò chơi chỉ thêm vào đó và tôi thích xem thêm nữa." Trò chơi đã nhận được Giải Vàng trong bài đánh giá đa hệ của Famitsu, số 1525 (tháng 2 năm 2018), và được đề cử cho Giải thưởng Gamer's Voice Award SXSW 2018. Game nhận được giải thưởng "Best of the Mix" tại E3 Week Mix 2017.